# John C. Bogle
Pour les articles homonymes, voir Bogle.
John Clifton Bogle, née le 8 mai 1929 et mort le 16 janvier 2019, est un financier et entrepreneur américain, fondateur de Vanguard Group, l'une des plus importantes sociétés de gestion d'actifs au monde. Pionnier de l'investissement passif, il est surtout reconnu pour avoir popularisé les fonds indiciels, permettant aux investisseurs de réduire les coûts de gestion tout en diversifiant leurs placements. Il a bâti sa philosophie d'investissement sur la conviction que les frais élevés et la spéculation réduisent les rendements des investisseurs ordinaires, et a milité pour des stratégies simples et à long terme comme moyen de maximiser la performance des portefeuilles.
Il fonde Vanguard en 1974 et lance le premier fonds indiciel pour les investisseurs individuels deux ans plus tard, révolutionnant ainsi l'industrie de la gestion d'actifs. Sa vision d’un accès démocratisé à l'investissement à faible coût a fait de Vanguard un modèle de gestion « au service de ses clients », sans actionnaires externes, dans le but de réduire au maximum les frais pour ses investisseurs.
Considéré comme l'un des plus grands influenceurs dans le monde de la finance, il a reçu de nombreuses distinctions et est l'auteur de plusieurs ouvrages sur l'investissement, dans lesquels il défend la simplicité et l'approche à long terme. Son héritage se reflète dans l'adoption massive des fonds indiciels par les particuliers et les institutions, transformant les pratiques d'investissement et inspirant une nouvelle génération de gestionnaires de fonds et d'investisseurs.

## Jeunesse et éducation
John Bogle naît le 8 mai 1929 à Montclair au New Jersey de William Yates Bogle, Jr. et Josephine Lorraine Hipkins. Ses parents sont durement touché par la Grande Dépression, ils perdent leur argent et doivent vendre leur maison. Son père sombre dans l'alcoolisme, ce qui entraîne le divorce de ses parents.
Avec son frère jumeau, David, John étudie quelque temps au Manasquan High School (en). Leur dossier scolaire leur permet de continuer à la Blair Academy (en) grâce à des bourses de travail. Bogle y montre une aptitude particulière pour les mathématiques, les nombres et les calculs qui le fascinent. En 1947, il obtient son diplôme avec mention honorifique et est accepté à l'université Princeton, où il étudie l'économie et l'investissement. Pendant ses années universitaires, il étudie l'industrie des fonds communs de placement. Il passe ses années de junior et de senior à travailler sur sa thèse intitulée Le rôle économique de la société d'investissement.

## Carrière d'investisseur
Après avoir obtenu son diplôme de Princeton, Bogle cherche un poste dans la banque ou les investissements. Il est rapidement embauché par Walter L. Morgan (en) au fonds Wellington (en), apparemment à la suite de la lecture de sa thèse de 130 pages par Morgan. Il est promu assistant manager en 1955, ce qui lui permet d'analyser l'entreprise et son département d'investissement. Il persuade le fonds Wellington de changer sa stratégie de concentration sur un seul fonds et de créer un nouveau fonds. Finalement, il réussit, et le nouveau fonds devient un tournant dans sa carrière. Après avoir gravi les échelons avec succès, il remplace Morgan en tant que président des fonds communs de placement de Wellington en 1970 mais est ensuite licencié à cause d'une fusion « extrêmement imprudente » qu'il avait approuvée. C'était une mauvaise décision qu'il considère plus tard comme sa plus grande erreur de carrière, déclarant : « La grande chose à propos de cette erreur, qui était honteuse et inexcusable et un reflet de l'immaturité et de la confiance au-delà de ce que les faits justifiaient, c'est que j'ai beaucoup appris ». Il est motivé à former un fonds indiciel en partie à la suite des conséquences de la fusion, dont les termes lui interdisent de gérer directement l'argent pour le compte des clients. Suivre un indice créé par Standard & Poor's permet la création d'un fonds que Bogle ne supervise pas lui-même.
En 1974, il fonde Vanguard Group, qui est maintenant l'une des entreprises les plus respectées et les plus prospères dans le monde de l'investissement. En 1999, le magazine Fortune nomme Bogle comme « l'un des quatre géants de l'investissement du vingtième siècle ».
En 1976, influencé par les travaux de Paul Samuelson, Bogle crée le First Index Investment Trust (un précurseur du Vanguard 500 Index Fund) comme l'un des premiers fonds indiciels disponibles pour le grand public. Il n'est pas immédiatement bien accueilli par les personnalités ou l'industrie de l'investissement, mais est maintenant salué par la légende de l'investissement Warren Buffett, entre autres. Dans un discours de 2005, Samuelson classe « cette invention de Bogle au même rang que celles de la roue, de l'alphabet, ou de l'imprimerie de Gutenberg ».
En 1984, Bogle rencontre l'équipe de direction de Primecap (en) pour lancer un fonds ensemble. En novembre 1984, le Vanguard Primecap Fund est lancé.
Bogle souffre de problèmes cardiaques dans les années 1990, abandonnant ensuite son rôle de PDG de Vanguard en 1996. Son successeur est John J. Brennan (en), son héritier désigné et second aux commandes, qu'il avait embauché en 1982. Bogle, qui a alors 66 ans et est « considéré comme trop âgé pour une greffe de cœur sans risque », subit tout de même une greffe de cœur avec succès en 1996.
Son retour ultérieur à Vanguard avec le titre de président principal mène à un conflit entre Bogle et Brennan. Bogle quitte l'entreprise en 1999 et rejoint le Bogle Financial Markets Research Center, un petit institut de recherche non directement lié à Vanguard mais situé sur le campus de Vanguard.

## Philosophie d'investissement
L'idée de gestion passive dans un fonds qui reflète l'ensemble du marché boursier se développe dans les années 1960, principalement parmi les chercheurs de l'université de Chicago qui trouvent qu'il est difficile ou impossible de choisir de manière cohérente des actions gagnantes qui surperformeront la moyenne. Ces chercheurs soutiennent également que les coûts de transaction et de gestion sont un drain significatif sur les rendements d'investissement à long terme.
Le premier fonds indiciel disponible pour le grand public est établi en 1973 par Rex Sinquefield (en), qui travaille ensuite chez Dimensional Fund Advisors. Ce fonds gère des milliards de dollars après quelques années, indiquant que le public est ouvert à ce nouveau concept d'investissement.
La carrière d'investisseur de Bogle est d'abord consacrée à la gestion active, bien qu'il soit toujours conscient de l'importance des frais peu élevés et que ses fonds aient des coûts substantiellement inférieurs à ceux de ses concurrents. À mesure que les recherches académiques s'accumulent en faveur de l'indexation, Bogle aide à populariser ces idées et crée un fonds S&P 500 en 1975. Il soutient que le fonds indiciel imitera la performance de l'indice à long terme, obtenant ainsi des rendements plus élevés avec des coûts plus bas que ceux associés aux fonds gérés activement.
L'idée d'investissement indiciel de Bogle offre une distinction claire mais importante entre l'investissement et la trading. La principale différence entre ces deux domaines réside dans l'horizon temporel et le risque de capital. L'investissement vise à capturer des rendements à long terme avec un risque moindre de destruction du capital, tandis que le trading vise à obtenir des rendements sur une courte période, avec un risque potentiellement destructeur pour le capital. Le trader est souvent uniquement préoccupé par le prix d'un titre et non par l'entreprise sous-jacente dans son ensemble, tandis que l'investisseur est préoccupé par l'entreprise sous-jacente et non par le prix du titre. Même si une entreprise a un flux de trésorerie stable, les cotations du marché d'un titre sont tout sauf stables, en raison des traders qui font monter et baisser les prix en fonction de l'espoir, de la peur et de la cupidité. Bogle croit que cette analyse est importante à prendre en compte car les investissements à court terme et à risque ont inondé les marchés financiers.
Bogle est connu pour son insistance, dans de nombreuses apparitions médiatiques et en écriture, sur la supériorité des fonds indiciels par rapport aux fonds communs de placement traditionnels gérés activement. Il soutient qu'il est insensé de tenter de choisir des fonds communs de placement gérés activement et de s'attendre à ce que leur performance surpasse celle d'un fonds indiciel à faible coût sur une longue période, après avoir pris en compte les frais que les fonds gérés activement facturent. Il est également très conscient de l'importance de la valorisation globale du marché et développe une méthode simple mais fiable pour prévoir les rendements à long terme sur des périodes de dix ans. Bogle ajoute le rendement actuel des dividendes à la croissance attendue des bénéfices, puis ajuste pour la valorisation globale du marché mesurée par le ratio cours/bénéfices et corrige pour l'inflation. Il soutient que la plupart des investisseurs devraient avoir une allocation minimale de 20 % en obligations pour réduire la volatilité, et devraient tendre à augmenter leur allocation en obligations lorsque les actions deviennent surévaluées et à mesure qu'ils vieillissent, mais devraient maintenir au moins une allocation de 20 % en actions. À la fin des années 1990, pendant la bulle Internet, Bogle vend la plupart de ses actions et anticipe correctement de mauvais rendements sur les actions et de meilleurs résultats des obligations au cours des dix années suivantes.
Bogle plaide pour une approche de l'investissement définie par la simplicité et le bon sens. Voici ses huit règles de base pour les investisseurs :
1. Sélectionnez des fonds à faible coût
2. Réfléchissez bien aux coûts supplémentaires du conseil
3. Ne surestimez pas les performances passées des fonds
4. Utiliser les performances passées pour déterminer la cohérence et les risques
5. Méfiez-vous des stars (comme dans les gestionnaires de fonds communs de placement vedettes)
6. Attention à la taille des actifs
7. Ne possédez pas trop de fonds
8. Achetez votre portefeuille de fonds - et conservez-le

Sa philosophie d'investissement est le principe fondateur du forum éponyme Bogleheads. Ce groupe est maintenant soutenu par le John C. Bogle Center for Financial Literacy et organise des conférences nationales en plus de son forum en ligne. Les membres du groupe ont collaboré pour écrire trois livres développant la philosophie d'investissement de Bogle.
Plus tard dans sa vie, Bogle exprime des préoccupations quant à la popularité croissante de l'indexation passive, qui pourrait conduire à une concentration du pouvoir de vote des entreprises pour les dirigeants des trois plus grandes sociétés d'investissement (Vanguard, BlackRock, et State Street (en)), ajoutant : « Je ne crois pas qu'une telle concentration servirait l'intérêt national ».

## Vie privée
Bogle fréquente l'église presbytérienne de sa femme, mais maintient sa foi en tant qu'épiscopalien.
À l'âge de 31 ans, il souffre de sa première d'une série de crises cardiaques, et à l'âge de 38 ans, il est diagnostiqué de la dysplasie ventriculaire droite arythmogène, une rare maladie cardiaque. Il reçoit une greffe de cœur en 1996 à l'âge de 66 ans,.
Bogle reçoit des doctorats honorifiques de l'université Princeton en 2005 et de l'université Villanova en 2011. Il siège au conseil d'administration du National Constitution Center à Philadelphie, un musée consacré à la Constitution des États-Unis. Il a précédemment été président du conseil d'administration de 1999 à 2007.
Politiquement, Bogle est un Républicain (un autoproclamé Teddy Roosevelt Républicain), bien qu'il ait voté pour Bill Clinton, Barack Obama en 2008 et 2012, et Hillary Clinton en 2016. Il soutient la règle Volcker et des règlementations plus strictes pour les fonds de marché monétaire, et est critique de ce qu'il croit être le manque de régulation du secteur financier par le gouvernement américain. Il dit que le système actuel aux États-Unis est « déséquilibré », et plaide pour « des taxes pour décourager la spéculation à court terme, des limites sur l'effet de levier, la transparence pour les dérivés financiers, des punitions plus sévères pour les crimes financiers, et une norme fiduciaire unifiée pour tous les gestionnaires d'argent ». En 2017, il déclare sa conviction que les politiques du président Donald Trump sont bonnes pour le marché à court terme, mais dangereuses pour la société dans son ensemble à long terme.
Il meurt le 16 janvier 2019, à son domicile de Bryn Mawr en Pennsylvanie,. Après sa mort, Warren Buffett reconnait la contribution de Bogle pour aider les investisseurs individuels à s'orienter dans une meilleure « direction » dans le domaine de l'investissement : « Jack a fait plus pour les investisseurs américains dans leur ensemble que toute autre personne que j'ai connue ». Bogle est également mentionné dans la lettre annuelle aux actionnaires de Berkshire Hathaway de 2016 pour sa contribution au développement du paysage de l'investissement.

## Philanthropie
Pendant ses années de hauts revenus chez Vanguard, il donne régulièrement la moitié de son salaire à des œuvres de charité, y compris à la Blair Academy (en) et à l'université Princeton. En 2016, la Bogle Fellowship est fondée à Princeton par John C. Bogle Jr, le fils de Bogle. La bourse parraine 20 étudiants de première année dans chaque classe.
En 1991, il fonde la Armstrong Foundation, où « il redonne aux écoles qui lui ont offert des bourses au début de sa vie, aux hôpitaux qui ont réparé son cœur, à son église, et à United Way, ».

## Récompenses et honneurs
- Nommé comme l'un des quatre « Géants du 20e siècle » de l'industrie de l'investissement par le magazine Fortune en 1999[42]
- Récompensé par le Woodrow Wilson Award (en) de l'université Princeton pour « une réalisation distinguée au service de la Nation » (1999)
- Nommé comme l'une des « 100 personnes les plus puissantes et influentes du monde » par le magazine Time en 2004[43]
- Institutional Investor (en)'s Lifetime Achievement Award (2004)[33],[44]
- Élu à la Société américaine de philosophie (2004)[45]

## Publications

### Ouvrages en anglais
- Bogle on Mutual Funds: New Perspectives for the Intelligent Investor (McGraw-Hill, 1993),  (ISBN 1-55623-860-6)
- Slater, Robert. The Vanguard Experiment: John Bogle's Quest to Transform the Mutual Fund Industry. Chicago, IL: Irwin Professional Publishing, Inc., 1997.
- Common Sense on Mutual Funds: New Imperatives for the Intelligent Investor (John Wiley & Sons, 1999),  (ISBN 0-471-39228-6)
- John Bogle on Investing: The First 50 Years (McGraw-Hill, 2000),  (ISBN 0-07-136438-2)
- Character Counts: The Creation and Building of The Vanguard Group (McGraw-Hill, 2002)  (ISBN 0-07-139115-0)
- The Battle for the Soul of Capitalism (Yale University Press, 2005),  (ISBN 0-300-10990-3)
- The Little Book of Common Sense Investing: The Only Way to Guarantee Your Fair Share of Stock Market Returns (John Wiley & Sons, 2007),  (ISBN 978-0-470-10210-7)
- Enough : True Measures of Money, Business, and Life (John Wiley & Sons, 2008),  (ISBN 978-0-470-39851-7)
- Common Sense on Mutual Funds: Fully Updated 10th Anniversary Edition (John Wiley & Sons, 2009),  (ISBN 0-470-13813-0)
- Don't Count on it!: Reflections on Investment Illusions, Capitalism, "Mutual" Funds, Indexing, Entrepreneurship, Idealism, and Heroes (John Wiley & Sons, 2010)  (ISBN 978-0-470-64396-9)
- Braham, Lewis. The House That Jack Built: how John Bogle and Vanguard reinvented the mutual fund industry. McGraw-Hill, 2011.
- The Clash of the Cultures: Investment vs. Speculation (John Wiley & Sons, 2012)  (ISBN 978-1118122778)
- Rostad, Knut A. The Man in the Arena, Vanguard Founder John C. Bogle and His Lifelong Battle to Serve Investors First. John Wiley and Sons, Inc., Hoboken, N.J. 2013.
- The Little Book of Common Sense Investing: The Only Way to Guarantee Your Fair Share of Stock Market Returns 10th Anniversary Edition, Updated and Revised (John Wiley & Sons, 2017),  (ISBN 978-1-119-40450-7)
- Stay the Course: The Story of Vanguard and the Index Revolution (John Wiley & Sons, 2018)  (ISBN 978-1119404309)
- Balchunas, Eric. The Bogle Effect (Penguin Random House, 2022)  (ISBN 978-1637740712)

### Traductions françaises
- Le petit livre pour investir avec bon sens : Le seul investissement vous garantissant une part équitable des rendements du marché [« The Little Book of Common Sense Investing »], Paris, Valor, 29 mai 2008, 284 p. (ISBN 9782909356716).